# Luis Guzmán
Luis Guzmán (født 28. august 1956) er en skuespiller fra Puerto Rico. Guzmán har bl.a. spillet med i film som Boogie Nights, Magnolia og Traffic. Tre gange har Guzmán været nomineret til en Screen Actors Guild Award og vandt den tredje gang for Traffic. 

## Filmografi i udvalg
- Crocodile Dundee 2 (1988)
- The Hard Way (1991)
- Carlito's Way (1993)
- Boogie Nights (1997)
- The Bone Collector (1999)
- Magnolia (1999)
- Traffic (2000)
- Punch-Drunk Love (2002)
- Anger Management (2003)
- Dumb and Dumberer: When Harry Met Lloyd (2003)
- Carlito's Way: Rise to Power (2005)
- School for Scoundrels (2006)
- Yes Man (2008)